# たびら平戸口駅
たびら平戸口駅（たびらひらどぐちえき）は、長崎県平戸市田平町山内免にある松浦鉄道西九州線の駅である。

## 概要
九州最西端及び、鉄道事業法に基づく普通鉄道における日本最西端の駅であり、「本土」を北海道・本州・四国・九州の四島とした場合には本土最西端の駅である。
2003年、沖縄県那覇市に沖縄都市モノレール線（軌道法準拠路線）が開業したことで、同線那覇空港駅が「日本最西端の駅」を名乗ることとなった。ただし、松浦鉄道及び地元平戸市では、現在でも当駅を「（普通鉄軌道方式で、全国の各駅とレールで繋がっているものでは）日本最西端の駅」であるとしており、当駅到着前の車内放送でもそのように案内されている。駅前には地元平戸市出身の作曲家藤浦洸の揮毫による「日本最西端の駅」の碑がそのまま存置されている他、2015年（平成27年）には松浦鉄道が当駅の愛称として「日本最西端の駅」を公式に採用するなど、「最西端」の称号は現在も沿線地域活性化のために積極的に活用されている。
鉄道が通じていない平戸島の最寄駅であるため、（旧）平戸市ではなく北松浦郡田平町（開業当時は南田平村）にありながら「平戸口駅」として開業した。1988年に松浦鉄道が発足すると、田平町中心部にあることから翌1989年に「たびら平戸口駅」に改称された。その後、2005年10月1日に田平町が平戸市ほか2町村と対等合併して（新）平戸市となったため、この駅も平戸市内に含まれることになった。

## 歴史
- 1935年（昭和10年）8月6日：鉄道省伊万里線の平戸口駅として開設[3]。
- 1945年（昭和20年）3月1日：松浦線に路線名称変更。
- 1949年（昭和24年）5月22日：お召し列車が2分間停車。駅前奉迎が行われる（昭和天皇の戦後巡幸）[4]。
- 1962年（昭和37年）：「日本最西端の駅」の記念碑が駅前に建立される。（前年4月の昭和天皇巡幸を記念）
- 1969年（昭和44年）10月29日、10月31日：昭和天皇、香淳皇后が第24回国民体育大会に合わせて県内を行幸啓。お召し列車の発着[5]。
- 1974年（昭和49年）10月1日：貨物取扱廃止[3]。
- 1984年（昭和59年）2月1日：荷物扱い廃止[3]。
- 1987年（昭和62年）4月1日：国鉄分割民営化に伴い、JR九州松浦線の駅となる[3]。
- 1988年（昭和63年）4月1日：第三セクター松浦鉄道への転換により、同社西九州線の駅となる[3]。
- 1989年（平成元年）3月11日：たびら平戸口駅（たびらひらどぐちえき）に改称される[3]。
- 2002年（平成14年）11月18日：全国豊かな海づくり大会臨席のため長崎県を訪問した天皇・皇后が当駅からお召し列車に乗車。これに先立ち駅設備整備が行われ、構内踏切階段補修や改札ラッチ一部撤去などが行われた。
- 2015年（平成27年）5月11日：駅愛称が「日本最西端の駅」に決まる[1]。

## 駅構造
単式ホーム1面1線と島式ホーム1面2線の計2面3線を有する地上駅である。単式ホームが1番のりば、島式ホームが2・3番のりばとなっており、互いのホームは構内踏切で連絡している。なお、営業時間内（9:00 - 18:00）は観光客の案内とカーブ上に位置している構内の安全確保のため、駅員が列車発着時にホーム上で放送案内を行う。

### のりば
| ホーム | 路線      | 方向 | 行先             | 備考         |
| ------ | --------- | ---- | ---------------- | ------------ |
| 1      | ■西九州線 | 上り | 松浦・伊万里方面 |              |
| 2      | ■西九州線 | 上り | 松浦・伊万里方面 | 一部列車のみ |
| 2      | ■西九州線 | 下り | 佐々・佐世保方面 | 一部列車のみ |
| 3      | ■西九州線 | 下り | 佐々・佐世保方面 |              |

備考
- 旧最西端としての駅は当駅であるが、線路上の最西端地点は当駅からやや佐世保寄りのカーブの所にある。
- 2番のりばは上下線共有となっているが、一部列車しか使用しない。
- 夜間停泊は1・3番のりばで行う。
- 日中営業の売店がある。不定休。
- トイレは駅舎の外にある（男女別汲取）。

駅舎・ホームに関する画像

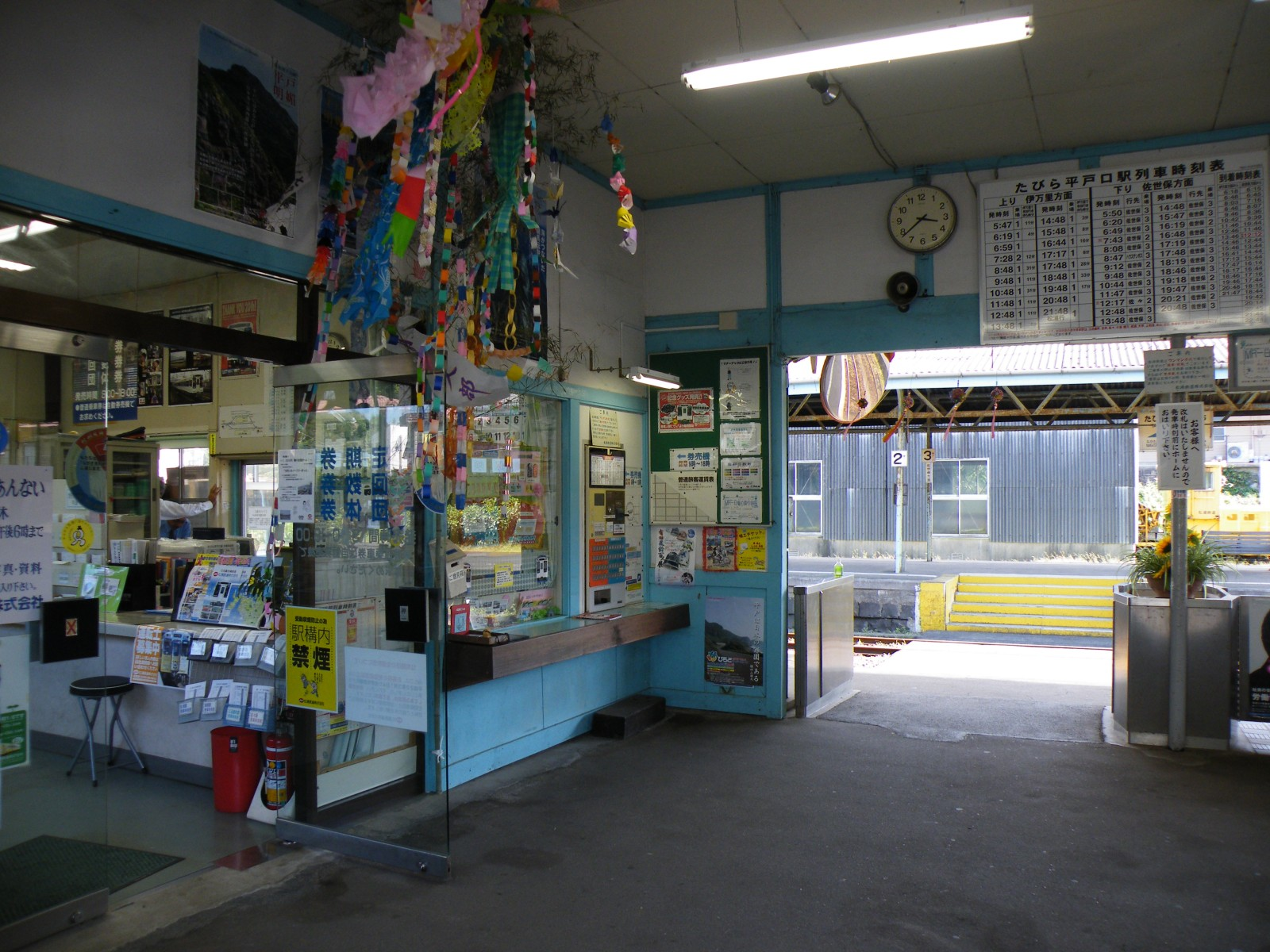
駅舎内（2010年8月、待合室を兼ねる）
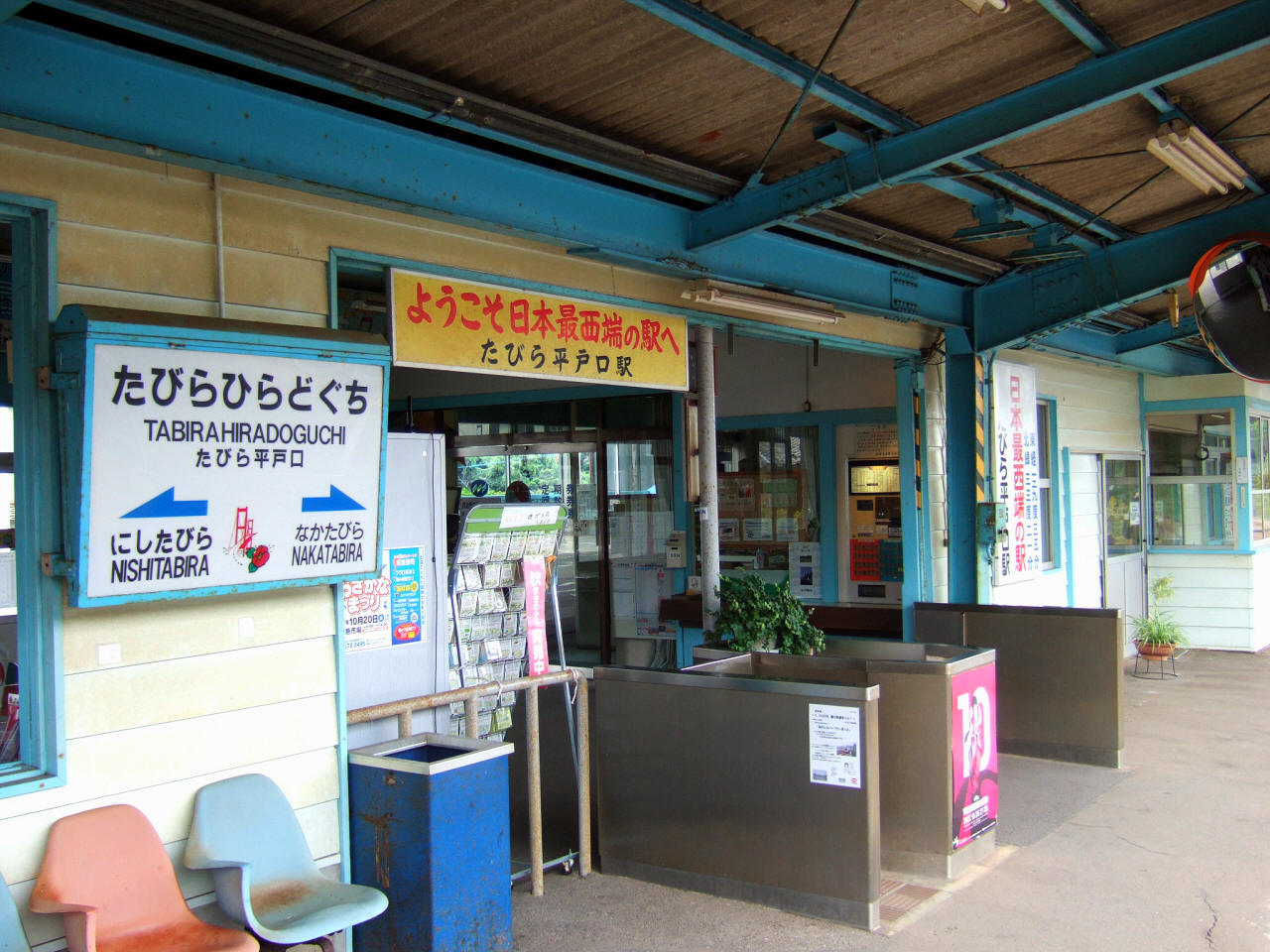
改札口（2007年10月、ホーム側から）
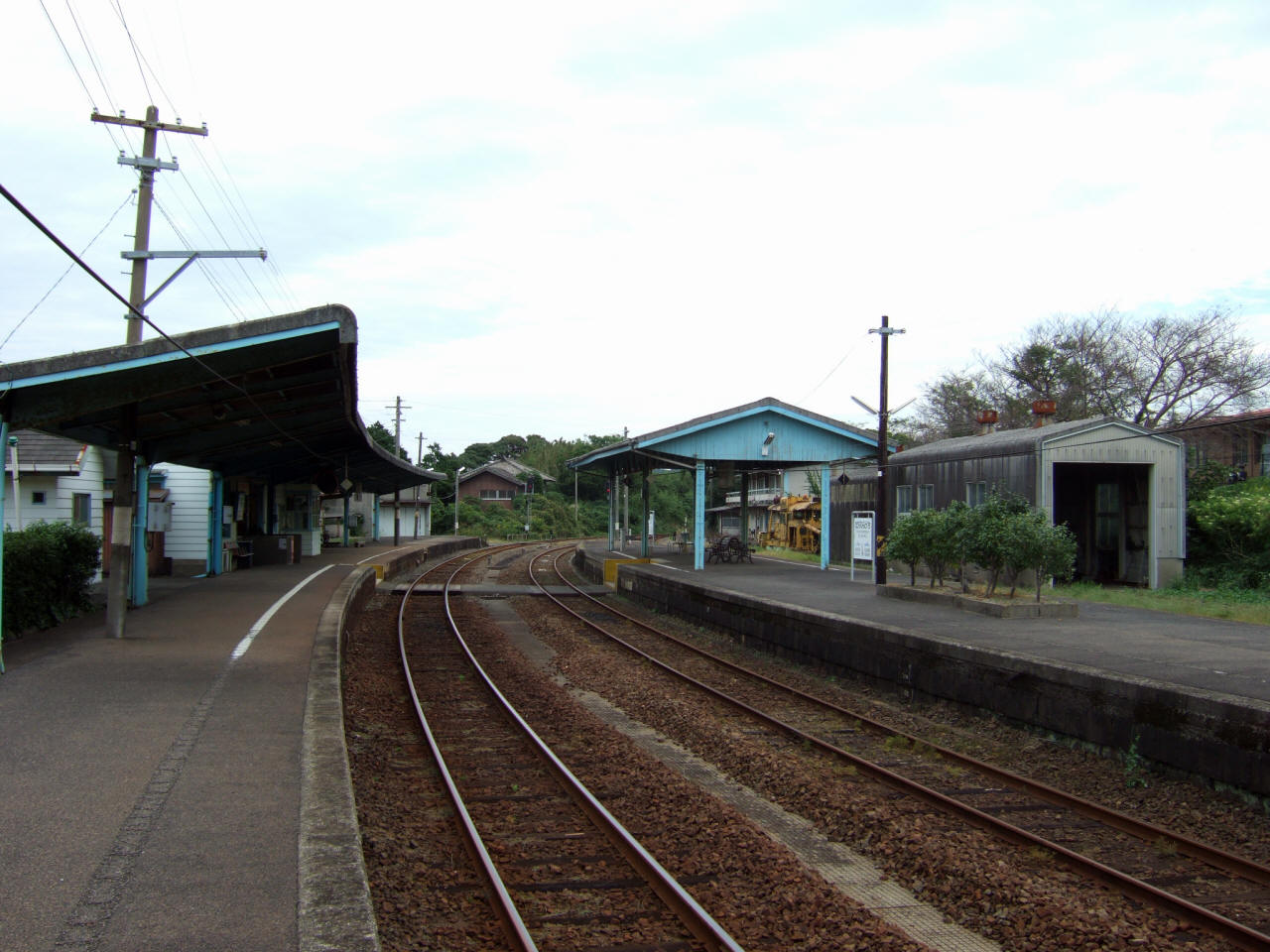
ホーム（2007年10月）

「日本最西端の駅」に関する画像

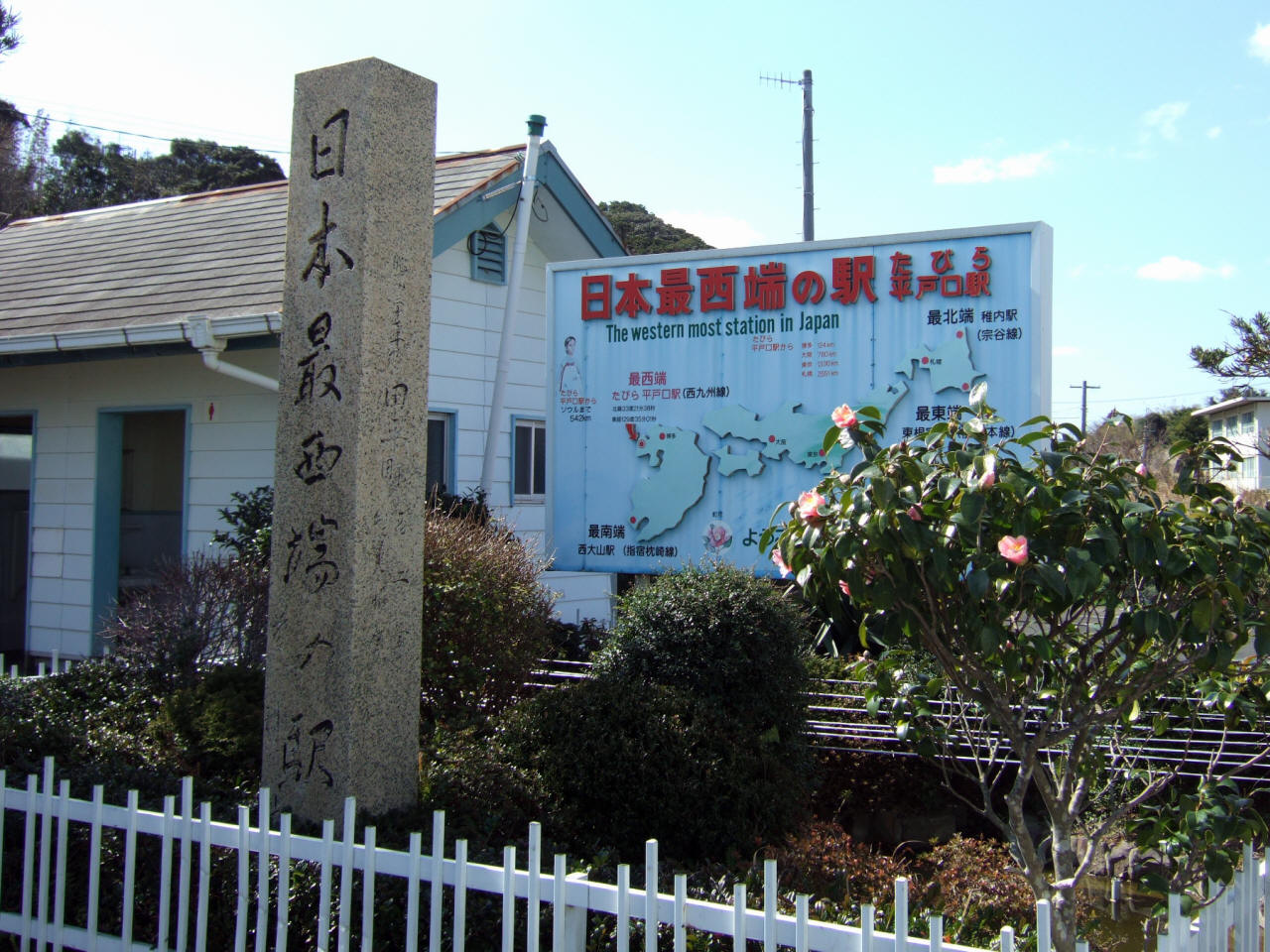
「日本最西端の駅」の碑（2007年2月）
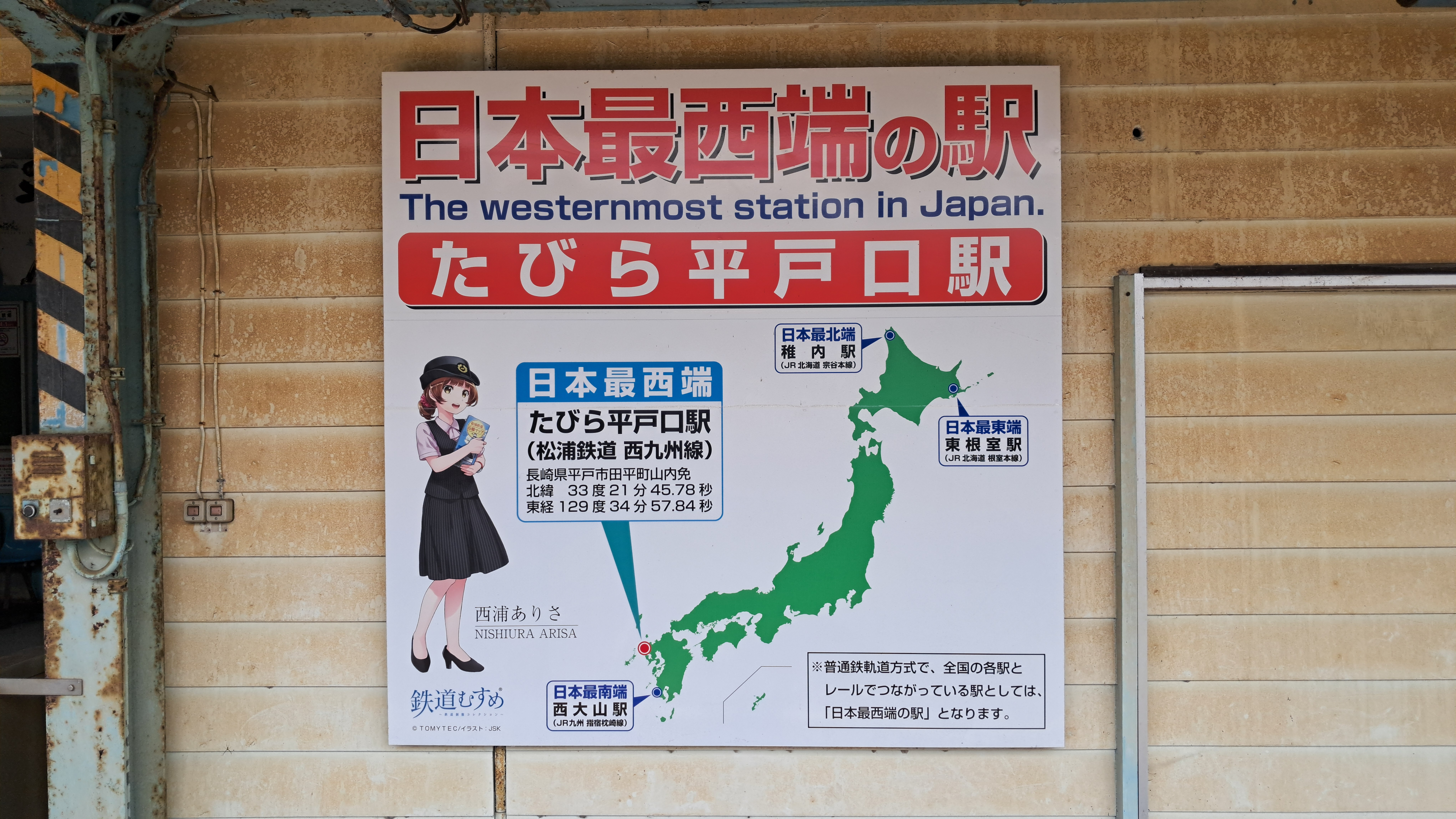
日本最西端の駅を示す看板（2024年9月）
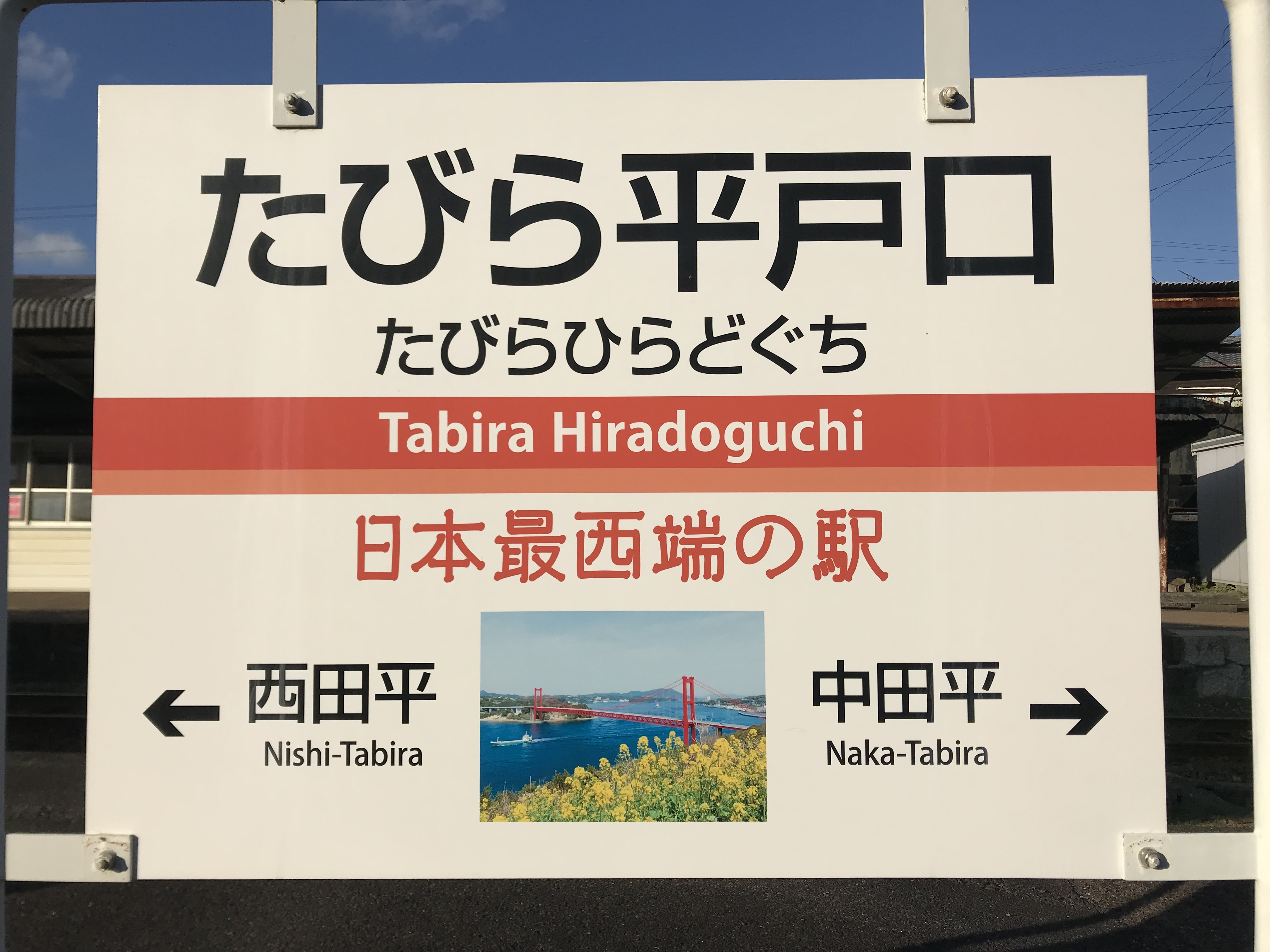
駅名標（2019年1月、「日本最西端の駅」という字がある）

### 鉄道資料館
駅舎の一部が鉄道資料館となっており、営業時間内は無料で見学できる。
主な展示物
- 鉄道模型レイアウト
- 旧国鉄松浦線・松浦鉄道の列車や駅等の写真
- 旧国鉄松浦線の時刻表、サボ等
- 腕木式信号機 - 屋外保存
- 国鉄セラ1形貨車（石炭車、セラ2206号） - 屋外保存だが状態はかなり悪い。

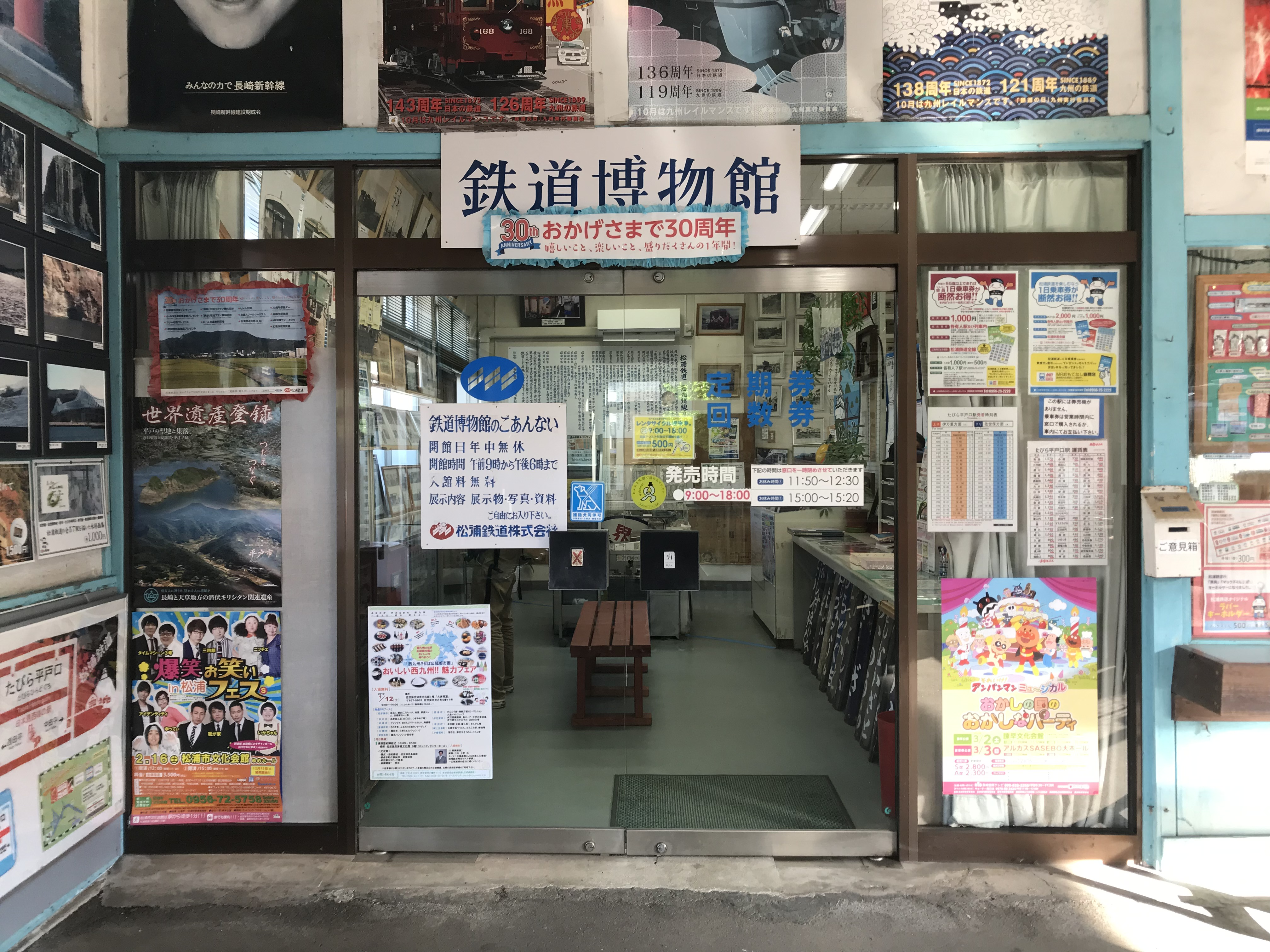
駅舎内にある資料館の入口（2019年1月）
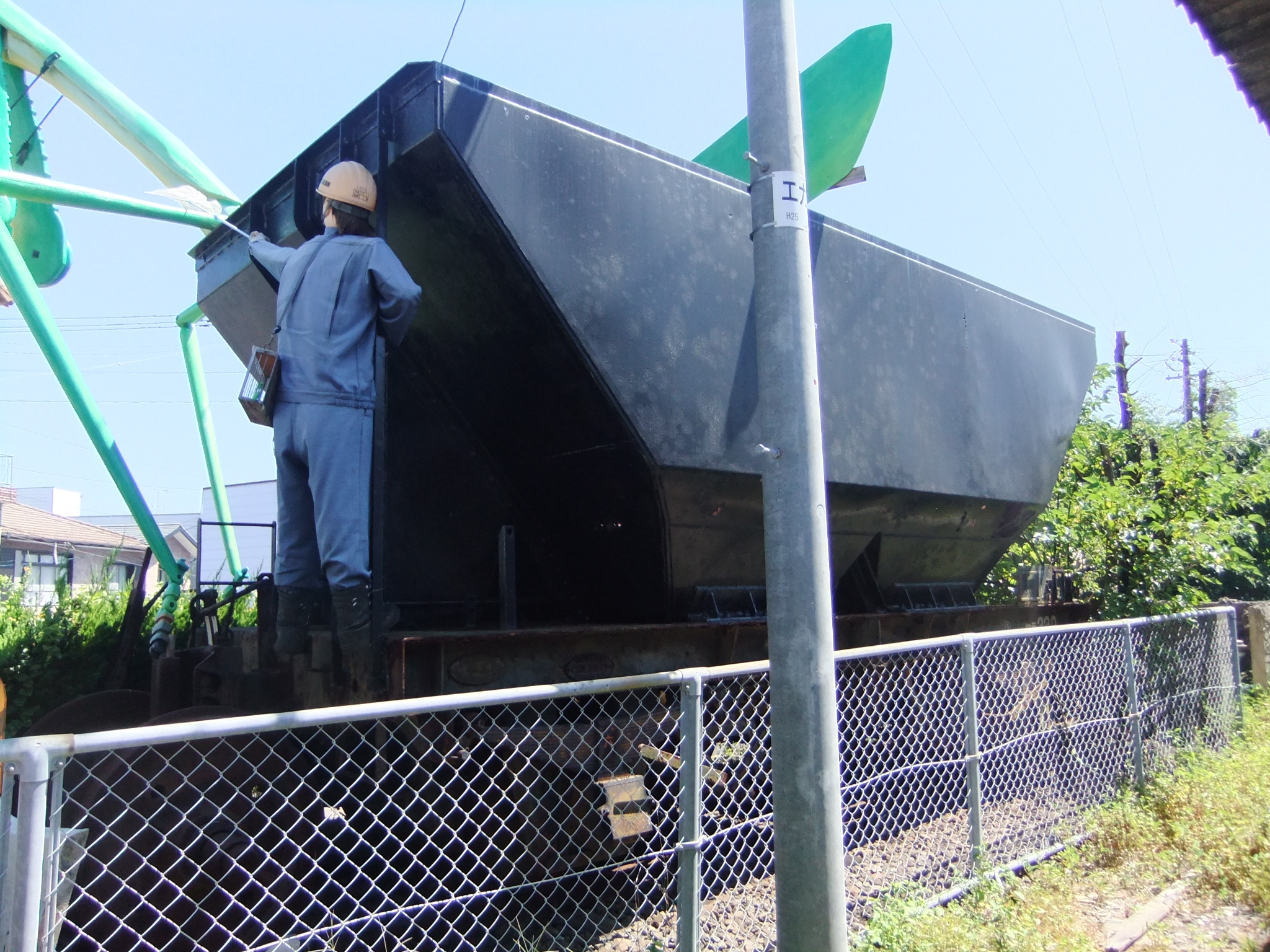
セラ2206号（2015年8月）

## 利用状況
1日平均乗車人員は以下の通り。
| 乗車人員推移 | 乗車人員推移 |
| 年度         | 1日平均人数  |
| ------------ | ------------ |
| 1998         | 181          |
| 1999         | 202          |
| 2000         | 208          |
| 2001         | 202          |
| 2002         | 171          |
| 2003         | 147          |
| 2004         | 138          |
| 2005         | 158          |
| 2006         | 124          |
| 2007         | 142          |
| 2008         | 112          |
| 2009         | 130          |
| 2010         | 116          |

## 駅周辺
駅周辺は平戸市田平町の中心地である。平戸島へは駅から約500 m先に田平港があるが、現在は平戸への定期航路はなく、平戸大橋（国道383号）を経由してのアクセスとなる。
- 平戸市役所田平支所
- 長崎県県北振興局保健部
- 農林水産省九州農政局北松浦統計・情報センター（旧食糧事務所平戸支所）
- 平戸警察署平戸口駐在所
- 田平郵便局
- 十八親和銀行田平支店
- 田平港フェリーターミナル
- 里田原歴史民俗資料館
- 総社神社
- 谷川病院
- 青洲会病院
- 平戸愛恵病院
- 平戸大橋
- 平戸市立田平北小学校
- エレナ田平店
- 国道204号

## バス路線

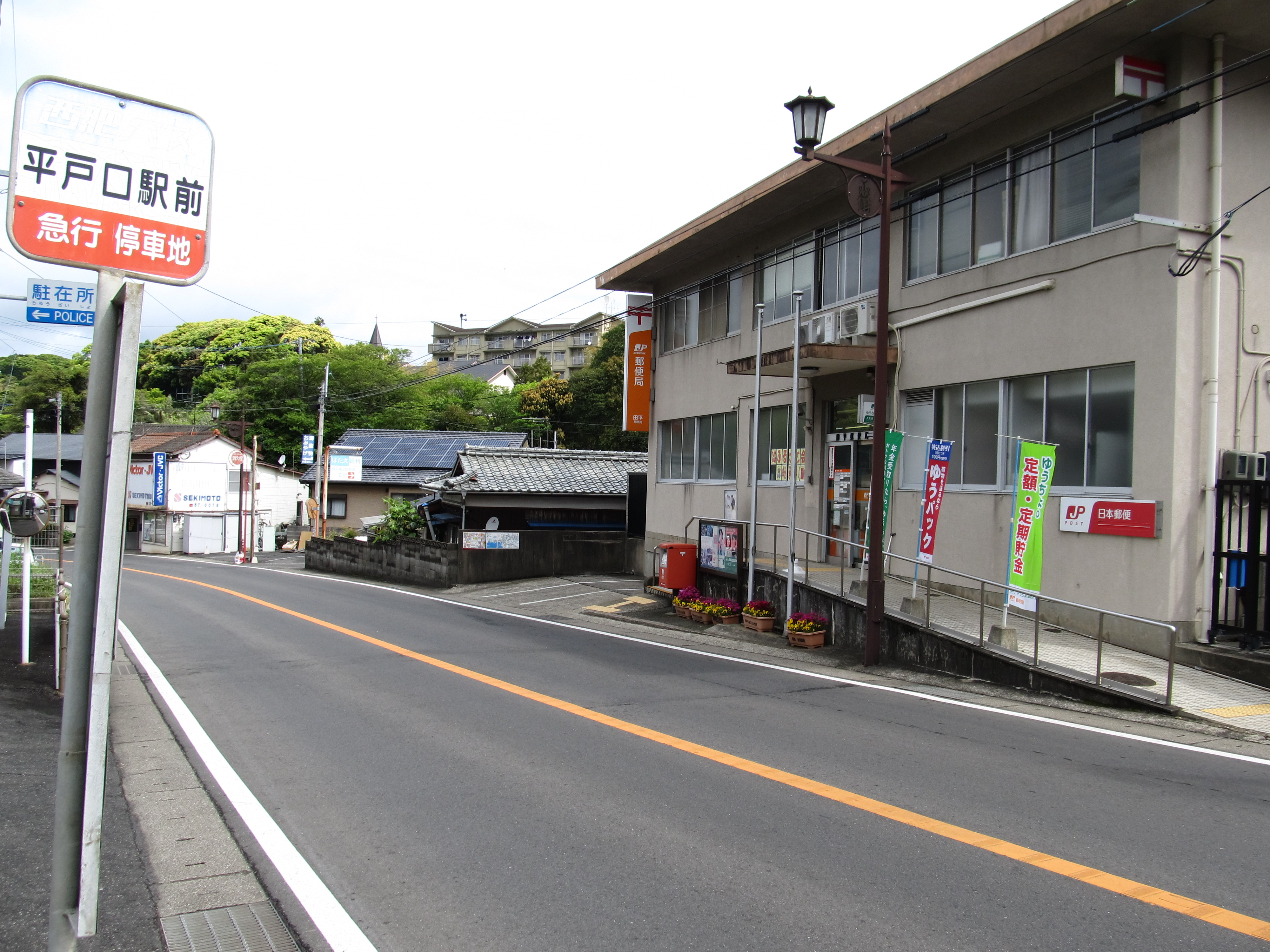
平戸口駅前バス停（平戸島・佐世保方面）。なお、松浦方面のバス停はたびら平戸口駅へのアプローチ道路の真前にある。

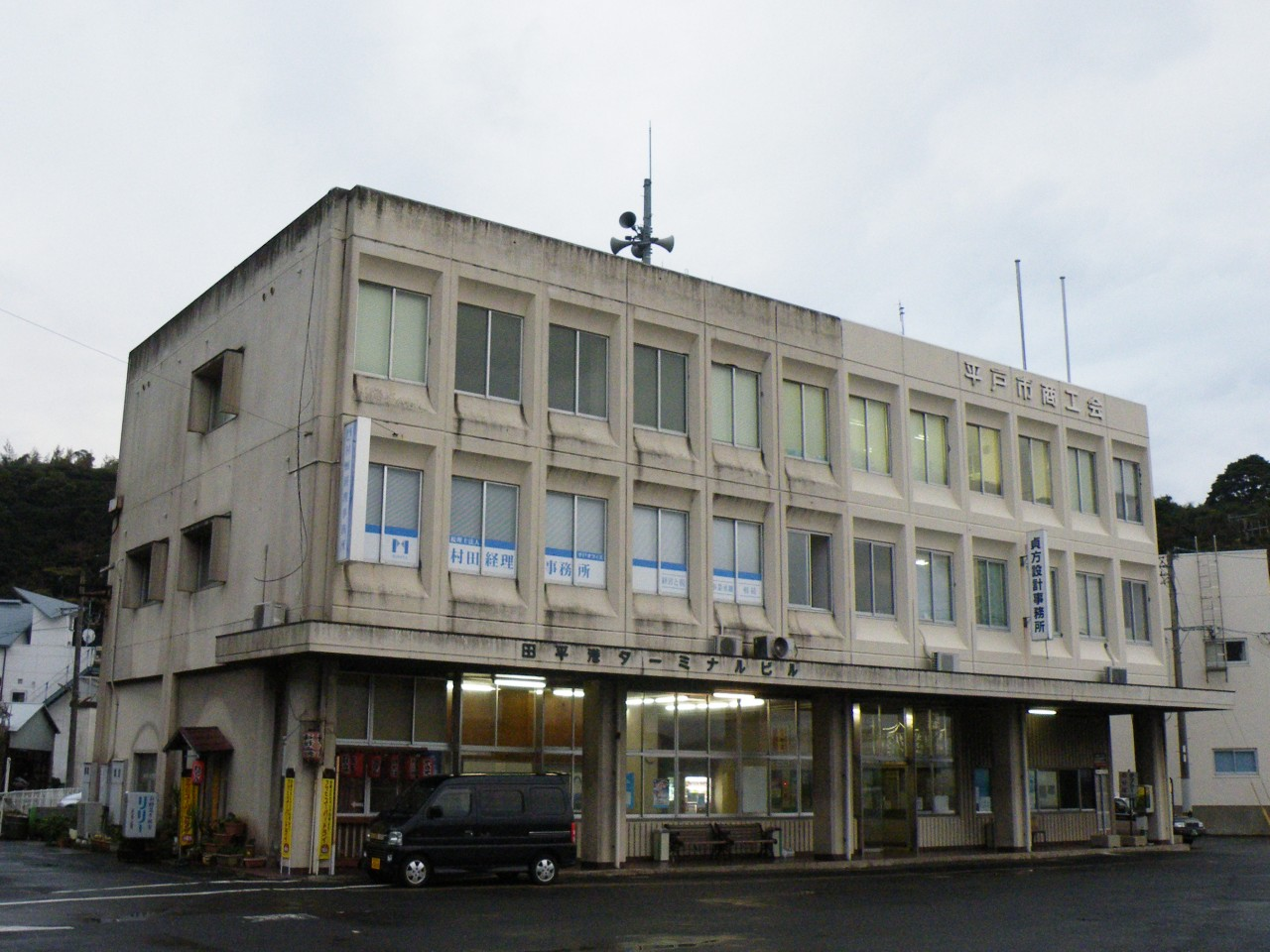
田平港（旧平戸口桟橋）バス停がある田平港ターミナルビル

平戸市中心部へは西肥自動車（西肥バス）の「平戸桟橋」行バスがある。駅すぐ前の「平戸口駅」バス停か国道204号に下りた「平戸口駅前」バス停が近いがどちらも本数は少なく、田平港そばの「田平港」バス停の方が利便性が高い。
平戸口駅バス停 - 駅すぐ前
＜平戸島方面＞
- 平戸口駅 - 平戸口駅前 - 田平港 - 平戸桟橋 - 平戸高校前

平戸口駅前バス停 - 駅から徒歩約2分、国道204号上
＜松浦方面＞
- 平戸口駅前 - 御厨駅前 - 松浦駅前

＜平戸島方面＞
- 平戸口駅前 - 田平港 - 平戸桟橋

田平港バス停 - 駅から徒歩約7分、田平港そば
→田平港#バス路線 の項を参照

## 位置情報
- 北緯33度21分45秒 東経129度34分57秒 / 北緯33.36250度 東経129.58250度
- 平戸［南東］ - 地理院地図
- たびら平戸口駅  - Google マップ

## 隣の駅
松浦鉄道
■西九州線
中田平駅 - たびら平戸口駅 - 西田平駅